# 高橋幸子 (産婦人科医)
高橋 幸子（たかはし さちこ、1975年 - ）は、日本の産婦人科医。埼玉医科大学医療人育成支援センター・地域医学推進センター助教。日本家族計画協会クリニック非常勤医師。彩の国思春期研究会西部支部会長。未成年への性教育に携わり、「サッコ先生」の愛称がある。

## 略歴
1975年、青森県弘前市に生まれ、埼玉県川越市で育つ。母が臨床検査技師だったため、病院内の保育園に通っていたなど、高橋にとって病院は身近な存在だった。小学校4年生の時に『キャンディ♡キャンディ』で看護師に興味を持ち、後に医師を志す。川越市立名細小学校、東邦大学付属東邦中学校・高等学校を経て、1年浪人した後、山形大学医学部医学科に入学した。2000年に同大学を卒業。大学時代、産婦人科の研修で不妊症患者と遭遇し、性感染症が不妊を引き起こすことへの無理解から「無防備な性体験」をしてしまう人がいることを知った。性感染症には予防法があるが、不妊症にもつながるものであるということを広めたいと、性教育を「自分の一生の仕事」にすることを決意した。
2007年に性に関する講演を初めて行う。それからは、日本全国の小・中学校、高校で性に関する講演を、年間100件以上行っている。2019年は135件の講演を行った。また、令和2年度厚生労働科学特別研究事業「#つながるBOOK」の制作者の一人となっている。
2021年度には、一般社団法人性と健康を考える女性専門家の会の「第6回堀口雅子賞」を受賞。

## 性教育活動
高橋が山形大学医学部6年生の時、ボランティアで女子少年院を訪ねた友人から、「女子少年院にいた少女の多くに、性感染症に罹患した経験がある」と聞かされ、さらに（性感染症の先にある）不妊症の女性患者が、体外受精で激痛により叫び声をあげてしまったのを目撃した。そこで「どうして少女たちが性感染症を予防できなかったのか？」と考えた折、高橋自身も学校で十分な性教育を受けた来なかったことに気付き、知識のある自分が性を伝えていかなけれなばらないと一念発起。性教育の合宿に参加した際、「性病は怖い」→「思いがけない妊娠は嫌」→「だからセックスはしてはならない」というパターンの「性脅育」になってはならないという講師の言葉に、「将来に役立つ教育法ではない」と気づかされた。「脅しの性教育」ではなく、正しい知識を持って、自分で選択肢を見つけられるように学んでもらう、その考え方で道が開けた高橋は、思春期の女子に身近に助けられる存在になるべく、産婦人科医を目指した。
大学卒業後には性教育の勉強と出産・育児を両立し、2007年に埼玉県内の中学校で、性教育講演デビューしたが、緊張でほとんど頭が回らなかった経験から、高橋自身の交際相手との避妊や、病院で出会った患者など、具体的な性のストーリーを講演に出していくことで経験を積み、講演の依頼も増えていった。
若年者の予期しない妊娠を現場で見て、性教育に取り組む医療従事者は少なくなく、高橋もその一人である。学校の現場で性教育が避けられてきた中で、外部講師による性教育授業は、セーフティーネットとして重責を担っている。高橋は都立高校の出張授業で、「過度なオナニーで突然死するという「テクノブレイク」は存在しない。これまで一度も病院で見たことがない」と断言し、男子生徒を沸かせた。「アダルトビデオなどで不正確な情報が溢れている」と強調する。子宮頸がん検診やヒトパピローマウイルスワクチンの重要性を伝える際には、17歳の少女が不正出血を起こし、子宮頸がんと診断されたが、性的な接触で感染するのが原因なために親に相談できず、手術で子宮を摘出して救命はされたが、自分が妊娠・出産できないのを交際相手に言えない事例を、包み隠さずに生徒の目線で話している。講演では、高橋自身が長男を出産した様子の動画も上映し、リアルな「命の重さ」と、「自分の人生を自分で選択する」（リプロダクティブ・ヘルス・ライツ）ことを伝えている。
Covid-19の感染拡大で講演のキャンセルが相次いだが、対策緩和とともに依頼が急増し、2021年は年間165回の公演を重ねた。高橋は、「コロナ下で性教育の必要性を先生たちが実感してくれた」と振り返る。また、講演の内容や、生徒からの質問とその回答を「カレシができたら読むブログ」で公開している。

## 著書
- 高橋幸子『サッコ先生と! からだこころ研究所 小学生と考える「性ってなに?」』リトルモア、2020年11月20日。ISBN 978-4-8981-5529-5。
- 高橋幸子,小迎裕美子『マンガでわかる!28歳からのおとめのカラダ大全 : 今さら聞けない避妊・妊娠・妊活・病気・SEXの超キホン』KADOKAWA、2022年1月28日。ISBN 978-4-0489-7156-0。

### 監修
- ジュン・プラ、吉田良子（訳）『あなたのセックスによろしく　快楽へ導く挿入以外の140の技法ガイド』CCCメディアハウス、2021年5月29日。ISBN 978-4-4842-1106-0。
- たきれい『性の絵本　みんながもってるたからものってなーんだ？』KADOKAWA、2021年5月31日。ISBN 978-4-0407-3947-2。[13]
- 宮原由紀『子どもと性の話、はじめませんか？からだ・性・防犯・ネットリテラシーの「伝え方」』CCCメディアハウス、2021年7月22日。ISBN 978-4-4842-1219-7。
- にじいろ（中谷奈央子）『10代の妊娠：友達もネットも教えてくれない性と妊娠のリアル』合同出版、2021年12月22日。ISBN 978-4-7726-1479-5。
- 福田裕子_(脚本家)『もう、子どもじゃない？はじめてのなやみ、はじめての恋』角川つばさ文庫、2022年1月13日。ISBN 978-4-0463-2093-3。
- たきれい『性の絵本　せいってなーんだ？』KADOKAWA、2022年11月17日。ISBN 978-4-0407-4469-8。[13]
- 及川夕子『はたらく細胞LADY 10代女性が知っておきたい「性」の新知識』講談社（KCデラックス）、2022年11月22日。ISBN 978-4-0652-9458-1。
- 「SHELLYのお風呂場」医療監修
- 「17.3 about a sex」「30までにとうるさくて」(ABEMA)医療監修
- 「生理のおじさんとその娘」(NHK)性教育考察、出演者とスタッフに生理についての講習も実施